# Castillo de Benzalema
El Castillo de Benzalema es una fortificación medieval, de datación imprecisa, situada en el municipio español de Baza, provincia de Granada.

## Descripción
Se encuentra sobre un cerro escarpado en las inmediaciones del embalse del Negratín, sobre el río Guardal, rodeado por un paisaje de badlands sobre las arcillas y margas características de la Hoya de Baza. Los restos son escasos, pero se puede identificar un recinto amurallado de mampostería y testimonios de alguna de las cuatro torres. Los restos cerámicos encontrados datan el poblamiento desde la época almohade hasta la nazarí. Se trataba de un recinto inexpugnable excepto por el este, por donde tenía el acceso. En su centro se encuentra una torre exenta de 6,35 x 4,65 metros. Presenta interesantes muros de tapial de hormigón sobre los que se montaban otros de mampostería, de los que solamente quedan restos. Por sus dimensiones probablemente albergara alguna habitación a modo de torre de alquería, modelo muy extendido a partir del siglo XII. No se han hallado restos de aljibe o cisterna.

## Historia
La línea interior defensiva del Reino Nazarí en la zona de Baza se componía de las fortalezas de Baza, Caniles, Benamaurel, Benzalema, Zújar, Freila, Bácor y Cúllar, todas de época almohade a nazarí. La estructura defensiva y de comunicación a la que pertenecía el Castillo de Benzalema se completaba con el Castillo de Benamaurel (Benamaurel), Torre de la Cañada, Atalaya del Torrejón (Benamaurel) y Torre de Cuevas de Luna (Cuevas de Luna). La primera referencia escrita relativa al castillo data de la caída en manos castellanas de Benzalema y Benamaurel 1434, durante el reinado de Juan II de Castilla. Los nazaríes vuelven a tomar control sobre Benamaurel, Benzalema y Huéscar en 1442, bajo el reinado de Muhammed X de Granada. Así permanecerían hasta las campañas de la Guerra de Granada, en las que en 1488-1489 caería toda la parte oriental de Reino Nazarí. Tras el cerco de Baza quedaría abandonado definitivamente y no se repoblaría. En 1504 la viuda de Enrique Enríquez de Quiñones, María de Luna, donaría la heredad de Benzalema al Monasterio de la Orden de los Jerónimos de Baza.
El Castillo de Benzalema se encuentra catalogado dentro de la  la lista roja del patrimonio español por los destrozos producidos por los movimientos de tierra para la repoblación con pinos efectuada por la Confederación Hidrográfica del Guadalquivir para asegurar los terrenos del entorno del embalse del Negratín. Estos han ocasionado importantes daños en las inmediaciones del Castillo de Benzalema, donde se encontraba el poblamiento relacionado con el castillo, dejando expuestos los muros de las casas del asentamiento y diseminando restos de tejas, enlucidos y dejando visibles otros elementos constructivos como silos o enterramientos, que han sido expoliados.